# Tugimaantee 57
De Tugimaantee 57 is een secundaire weg in Estland. De weg loopt van Mudiste via Suure-Jaani naar Vändra en is 42,8 kilometer lang. 